# Ják, Vas
Ják  este un sat în districtul Szombathely, județul Vas, Ungaria, având o populație de 2.609 locuitori (2011). 

## Demografie
Componența etnică a satului Ják
     Maghiari (97,69%)
     Germani (1,34%)
     Necunoscut (0,21%)
     Alții (0,75%)
Componența confesională a satului Ják
     Romano-catolici (69,72%)
     Fără religie (3,99%)
     Reformați (1,61%)
     Necunoscută (23,84%)
     Alte religii (1,53%)
Conform recensământului din 2011, satul Ják avea 2.609 locuitori. Din punct de vedere etnic, majoritatea locuitorilor (97,69%) erau maghiari, cu o minoritate de germani (1,34%). Apartenența etnică nu este cunoscută în cazul a 0,21% din locuitori.  Din punct de vedere confesional, majoritatea locuitorilor (69,72%) erau romano-catolici, existând și minorități de persoane fără religie (3,99%) și reformați (1,61%). Pentru 23,84% din locuitori nu este cunoscută apartenența confesională.